# Berberis dawoensis
Berberis dawoensis là một loài thực vật có hoa trong họ Hoàng mộc. Loài này được K.Mey. mô tả khoa học đầu tiên năm 1922.